# Otto Heinrich Warburg
Otto Heinrich Warburg, nemški fiziolog, * 8. oktober 1883, Freiburg, Baden, Nemško cesarstvo, † 1. avgust 1970, Berlin, Zahodna Nemčija.

## Mladost
Warburg je študiral kemijo pri Emilu Fischerju, pri katerem je leta 1906 doktoriral na temo polipeptidov. Pozneje se je preusmeril na medicinsko področja in leta 1911 dokončal še študij medicine ter se posvetil raziskovanju celičnega dihanja.

## Znanstveno delo
Vprašanje dihanja se je pojavilo v moderni obliki že v času Lavoisierja, ki je določil naravo gorenja in trdil, da je dihanje tako kot gorenje oksidacija, ki potrebuje prosti kisik (O2) iz zraka. Leta 1923 je zato Warburg izdelal metodo, s katero je meril porabo kisika pri majhnih koščkih tkiva po padajočem pritisku v majhni steklenički. Po rezultatu svojih raziskav je začel domnevati, da v reakcijah, pri katerih se v celicah porablja kisik, sodeluje skupina encimov, imenovani citokromi. Poleg tega je zaradi vezave molekul ogljikovega monoksida predvideval, da vsebujejo encimi skupino hem, podobno kakor pri hemoglobinu. Za raziskave citokromov pri celičnem dihanju je Warburg leta 1931 prejel Nobelovo nagrado za fiziologijo ali medicino.
Še vedno je ostalo vprašanje, kaj točno se zgodi s kisikom po aktivaciji. Znano je bilo, da se majhne molekule, ki se absorbirajo v črevesju, kot so glukoza in maščobne kisline, izgubija dva atoma vodika, ki se vežeta na kisikov atom, pri čemer nastane voda. Nekateri biokemiki, kot je Wieland, so bili prepričani, da so dehidrogenacije ključne reakcije, ki jih katalizirajo encimi in da je vloga kisika precej manjša, Warburg pa je po drugi strani trdil, da encimi katalizirajo aktivacijo kisika. Na koncu se je izkazalo, da encimi katalizirajo oba tipa reakcij.
Warburg je nadaljeval z raziskavami dehidrogenacije in izoliral flavoproteine, ki poleg beljakovinskega dela vsebujejo molekulsko skupino, podobno tisti v vitaminih. S tem je pomembno pomagal pri razjasnitvi vloge vitaminov, ki so torej sestavni deli encimov, tj. koencimi.

### Patogeneza raka
Warburg je uporabil svojo metodo raziskovanja celičnega obolenja pri raziskovanju rakastih obolenj. Na vrhuncu Kochovih in Pasteurjevih teorij mikrobov se je zdelo, da vse bolezni, vključno z rakom, povzročajo bakterije. S pojavom Hopkinsovega vitaminskega in Starlingovega hormonskega koncepta se je teorija mikrobov močno zamajala, saj se je pokazalo, da so lahko vzroki resnih bolezni tudi napake v presnovi (metabolizmu) brez zunanjega vpliva. Leta 1924 je zato Warburg predstavil hipotezo, po kateri naj bi se rakasta obolenja pojavila zaradi presnovne spremembe nastajanja energije v obliki adenozin trifosfata (ATP) iz aerobne kemiosmotske sklopitve v anaerobno glikolizo. Po tej hipotezi naj bi se torej rak obravnavalo kot disfunkcijo mitohondrijev.

## Warburg v času Tretjega rajha
Delo na področju raziskovanja raka je Warburgu pomagalo preživeti nacistično Nemčijo, čeprav je bil napol Žid. Leta 1941 so mu odvzeli položaj direktorja Inštituta cesarja Viljema za biologijo, kljub temu pa mu je Adolf Hitler, ki je imel bolesten strah pred rakom grla, ukazal nadaljevati raziskave na tem področju. Leta 1944 se je pojavila možnost, da bi dobil drugo Nobelovo nagrado, vendar je nacistična policija Nemcem prepovedala sprejemati take nagrade.